# Яровщина (Доможировское сельское поселение)
Яровщина — деревня в Доможировском сельском поселении Лодейнопольского района Ленинградской области.

## История
Деревня Яровщина упоминается на карте Санкт-Петербургской губернии Ф. Ф. Шуберта 1834 года.

ЯРОВЩИНА — деревня принадлежит Казённому ведомству, число жителей по ревизии: 28 м. п., 40 ж. п. (1838 год)

ЯРОВЩИНА — деревня Ведомства государственного имущества, по просёлочной дороге, число дворов — 9, число душ — 26 м. п. (1856 год)

ЯРОВЩИНА — деревня казённая при реке Ояте, число дворов — 10, число жителей: 43 м. п., 31 ж. п. (1862 год)

В 1896 году по проекту архитектора П. Ф. Вахрушева в деревне была построена деревянная церковь во имя Святого Николая Чудотворца. Разрушена в 1930 году.
В конце XIX — начале XX века деревня административно относилась к Доможировской волости 3-го стана Новоладожского уезда Санкт-Петербургской губернии.
По данным «Памятной книжки Санкт-Петербургской губернии» за 1905 год деревня Яровщина входила в Доможировское сельское общество.
С 1917 по 1919 год деревня входила в состав Доможировской волости Новоладожского уезда. В 1918 году в деревне была организована коммуна «Пролетариат».
С 1919 года в составе Доможировского сельсовета Пашской волости Волховского уезда.

ЯРОВЩИНА — деревня, крестьянских дворов — 26, прочих — 4. Население: мужчин — 57, женщин — 66. (1926 год)

С 1927 года в составе Пашского района. В 1927 году население деревни составляло 123 человека.
С июля 1930 года — в Лодейнопольском районе.
По данным 1933 года деревня Яровщина входила в состав Доможировского сельсовета Пашского района.

Деревня Яровщина на карте РККА 1940 года

На карте РККА 1940 года деревня обозначена как безымянный населённый пункт к северо-западу от деревни Доможирово. 
На 1 января 1950 года в деревне Яровщина числилось 27 хозяйств и 76 жителей.
С 1955 года в составе Новоладожского района.
В 1958 году население деревни составляло 87 человек.
С 1963 года в составе Волховского района.
По данным 1966 и 1973 годов деревня Яровщина также входила в состав Доможировского сельсовета Волховского района.
По данным 1990 года деревня Яровщина входила в состав Доможировского сельсовета Лодейнопольского района.
В 1997 году в деревне Яровщина Доможировской волости проживал 31 человек, в 2002 году — 27 человек (русские — 96 %).
С 1 января 2006 года в составе Вахновакарского сельского поселения.
В 2007 году в деревне Яровщина Вахновокарского СП проживали 16 человек, в 2010 году — 21.
С 2012 года, в составе Доможировского сельского поселения.

## География
Деревня расположена в западной части района к северу от автодороги Р21 (E 105) «Кола» (Санкт-Петербург — Петрозаводск — Мурманск).
Расстояние до административного центра поселения — 0,5 км.
Расстояние до ближайшей железнодорожной станции Оять-Волховстроевский — 4 км.
Деревня находится на левом берегу реки Оять.

## Демография
| 1838 | 1862 | 1926 | 1927 | 1950 | 1958 | 1997 |
| ---- | ---- | ---- | ---- | ---- | ---- | ---- |
| 68   | ↗74  | ↗123 | →123 | ↘76  | ↗87  | ↘31  |
| 2007 | 2010 | 2014 | 2017 |      |      |      |
| ↘16  | ↗21  | ↘20  | ↘19  |      |      |      |

### Национальный состав
Согласно данным Всероссийской переписи населения 2021 года в деревне проживали 33 человека, все русские.

## Инфраструктура
По данным администрации Доможировского сельского поселения:
- на 2014 год в деревне было зарегистрировано 8 домохозяйств и 25 жителей[24].
- на 1 января 2021 года в деревне было зарегистрировано 7 домохозяйств и 24 жителя[25].

## Интересные факты
В 2013 году близ деревни Яровщина проходила «Российская Радуга» — всероссийская встреча хиппи.